# Danmark (1864)

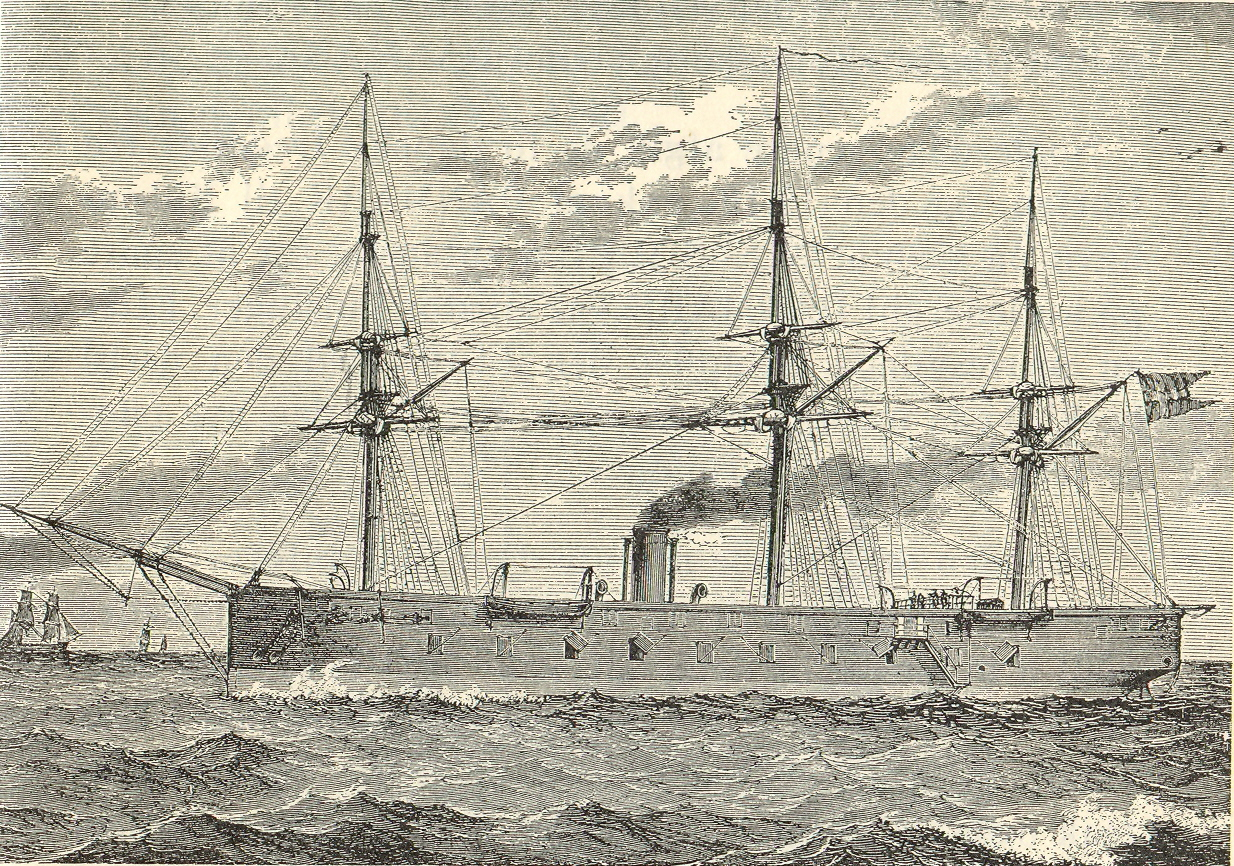
Зображення «Данмарка» 1864 року

Danmark — броненосний фрегат Королівського флоту Данії, початково замовлений Військово-морськими силами Конфедерації.
«Данмарк» з'явився завдяки зусиллям Конфедеративних Штатів Америки придбати військові кораблі у Європі, насамперед у Великій Британії та Франції, під час Громадянської війни у США. Ці зусилля координував Джеймс Дунвуді Баллох (Dunwoody Bulloch), але сам Danmark був замовлений іншим агентом Конфедерації лейтенантом (пізніше командером) Джеймсом Норзом (James H. North).
Норза послав до Європи секретар (міністр) ВМС Конфедерації Стівен Меллорі з метою придбання побудованого для французький флоту морехідного броненосця «Глуар» та замовлення аналогічного корабля за рахунок Конфедерації. Французький уряд відмовився продати «Глуар» або дозволити побудувати однотипний корабель на французьких верфях.
Норз перебрався до Великої Британії, де уряд вігів поблажливо ставився до придбання зброї для конфлікту в США. Тут він зустрівся з Джорджем Томсоном, співвласником суднобудівної фірми з Клайдбанку J. & G. Thompson. 21 травня 1862 року Норз підписав контракт з Томпсоном на броненоносний фрегат близько 3 000 тонн і 80 метрів в довжину, за контрактною ціною 190 000 фунтів стерлінгів — близько двох мільйонів доларів Конфедерації за реальним курсом обміну та виплатив депозиту 18 000 фунтів. Томсон уклав контракт на доставку корабля до 1 червня 1863 року.
Відомий конфедератам як «корабель Норза», або як «Номер 61», він був «Санта Марією» для своїх будівельників. По завершенню тонажність корабля склала 4750 тон з вітрильним оснащенням барка. Під парою швидкість корабля складала 8 вузлів або 15 км/год.
Втім вже влітку 1863 р.агенти Конфедерації в Європі прагнули продати «корабель Норза», пропонуючи його, зокрема Імператорському флоту Росії. Корабель був явно непристосований до потреб Конфедерації, занадто великий і вимагав великого екіпажу для обмежених ресурсів Півдня, а його осадка у 6 метрів була завеликою для операцій у мілководних водах поблизу узбережжях Конфедерації. Виробники теж були стурбовані тим, що їм не дозволять поставити корабель конфедератам через зміну урядової політики і скасували контракт наприкінці 1863 року.
Роботи на кораблі повільно тривали, він був спущений на воду 23 лютого 1864 року. Початок Другої війни за Шлезвіг призвів придбання корабля Данією. Але затримка в його обладнанні та завершенні робіт призвела до того, що броненосець не був готовий до служби до кінця війни.

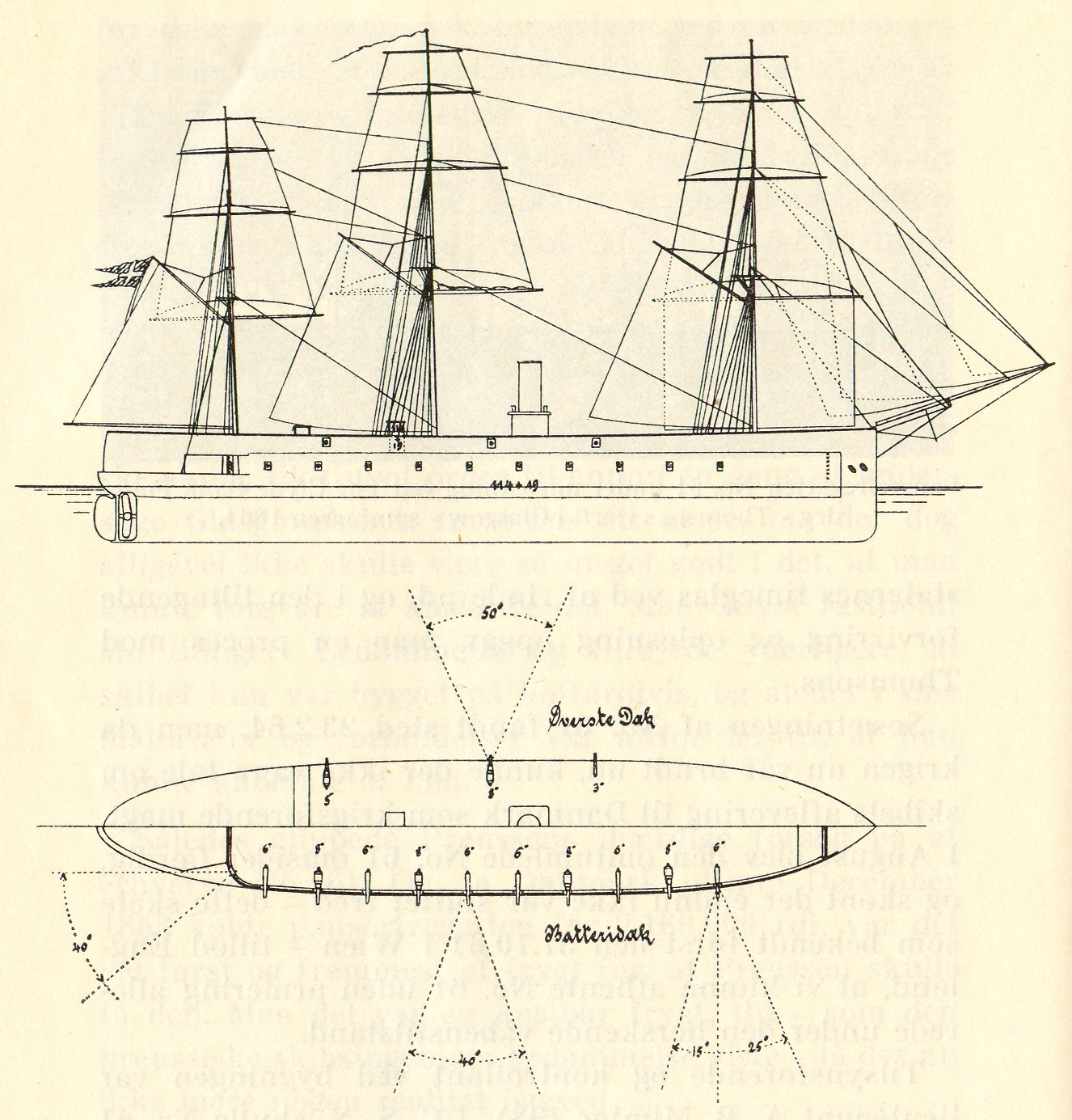
План «Данмарку» на якому зображено розташування гармат та виріз у броні, який уможливлював ведення вогню на корму

«Данмарк» знаходився на активній службі лише з червня по жовтень 1869 року. У морі зі встановленим озброєнням на борту корабель виявився сильно кренився з боку на бік, а споживання вугілля його двигунами було надзвичайно високим. Як результат, корабель залишилася у резерві після цього, був перетворений на плавучу казарму в 1893 році, перш ніж його врешті решт утилізували 1907 року.
На момент включення до складу Датського флоту корабель був озброєний двадцятьма 60 фунтовими (8-дюймовим) гладкоствольним гарматами та вісьма 18 фунтовими нарізними дульнозарядними гарматами. У 1865 р. озброєння замінили лише нарізними дульнозарядними гарматамим, дванадцять 60 фунтових та десять 24 фунтових. Ще дві 24 фунтові гармати встановили у 1867 році.